# Biblioteca de campanya de Napoleó

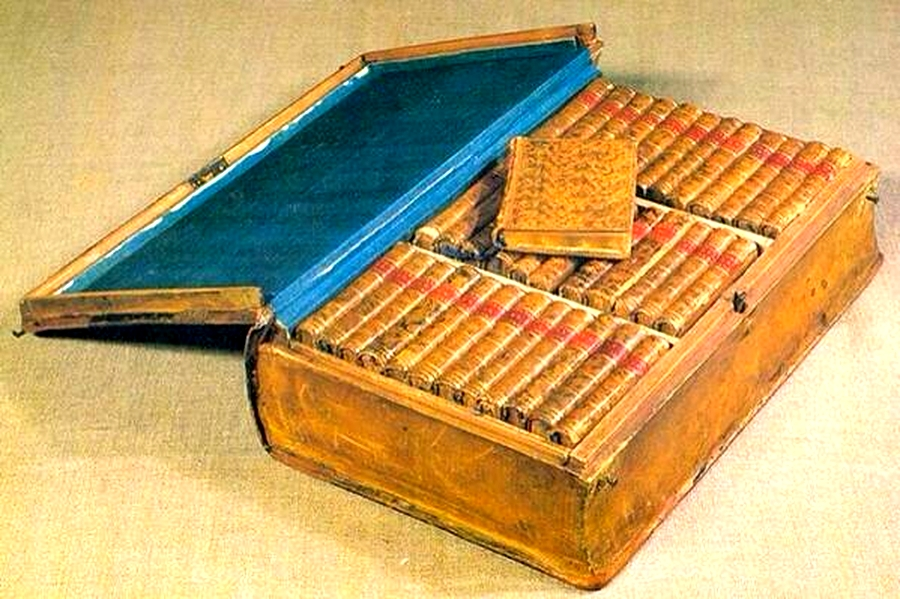
Micro-llibres de Napoleó

La denominació de Biblioteca de campanya de Napoleó designa, principalment, el conjunt de llibres especialment impresos destinats a acompanyar l’emperador en les seves campanyes militars.
La voluntat de disposar d’obres de consulta o literàries, per a l’aprenentatge, documentació o gaudi està atestada des de la joventut de Napoleó. Un cop proclamat emperador, amb importants recursos econòmics i legals, va instituir la creació d’una biblioteca específica procurant satisfer les seves necessitats de lectura en plena campanya militar. Lluny de ciutats i biblioteques importants.
Un document important data de 1803. Napoleó demanava la impressió especial de mil llibres de dimensions reduïdes i fàcils de transportar.

## Antecedents
Napoleó Bonaparte no només va reformar França i va triomfar al camp de batalla, sinó que també va ser un apassionat de la lectura durant tota la seva vida, fins i tot es va fer pintar davant de la seva biblioteca. Aquesta tradició va continuar durant la Cinquena República. Des dels seus anys a l'Acadèmia Militar de Brienne fins al seu exili a Santa Elena, Napoleó mai no va deixar de llegir. Va llegir llibres de tota mena: història, ciència, teatre, clàssics, poesia i fins i tot literatura contemporània. La seva curiositat no tenia límits, la seva passió era tan intensa que fins i tot al camp de batalla portava amb si una microbiblioteca molt ben assortida. El seu bibliotecari Barbier va anotar a les seves cartes, que Napoleó rebutjava llibres en castellà per no dominar l'idioma, però en va certificar la comprensió del català en trobar anotacions seves en cròniques medievals catalanes durant l'ocupació francesa a Barcelona (1808-1814).

## Coneixement del català per part de Napoleó
Napoleó va demostrar un interès peculiar per la llengua catalana durant l'ocupació francesa de Catalunya (1808-1814). Segons els informes del seu lloctinent Duhesme, que reforcen el fet que, mentre ignorava el castellà, comprenia el català prou per usar-lo estratègicament, ja que l'emperador:
- Va conservar a la seva biblioteca personal exemplars en català de les Cròniques del mateix Jaume I, de Desclot, de Tomich i Muntaner, amb anotacions marginals en francès, on escrivia traduccions o destacava passatges sobre tàctiques militars.
- Va ordenar que les proclames oficials a Barcelona i València es publiquessin en català per guanyar suport local.
- Subvencionà el diari El Correo de Barcelona (1808-1810) en català i francès, com a eina propagandística.

## Detalls físics

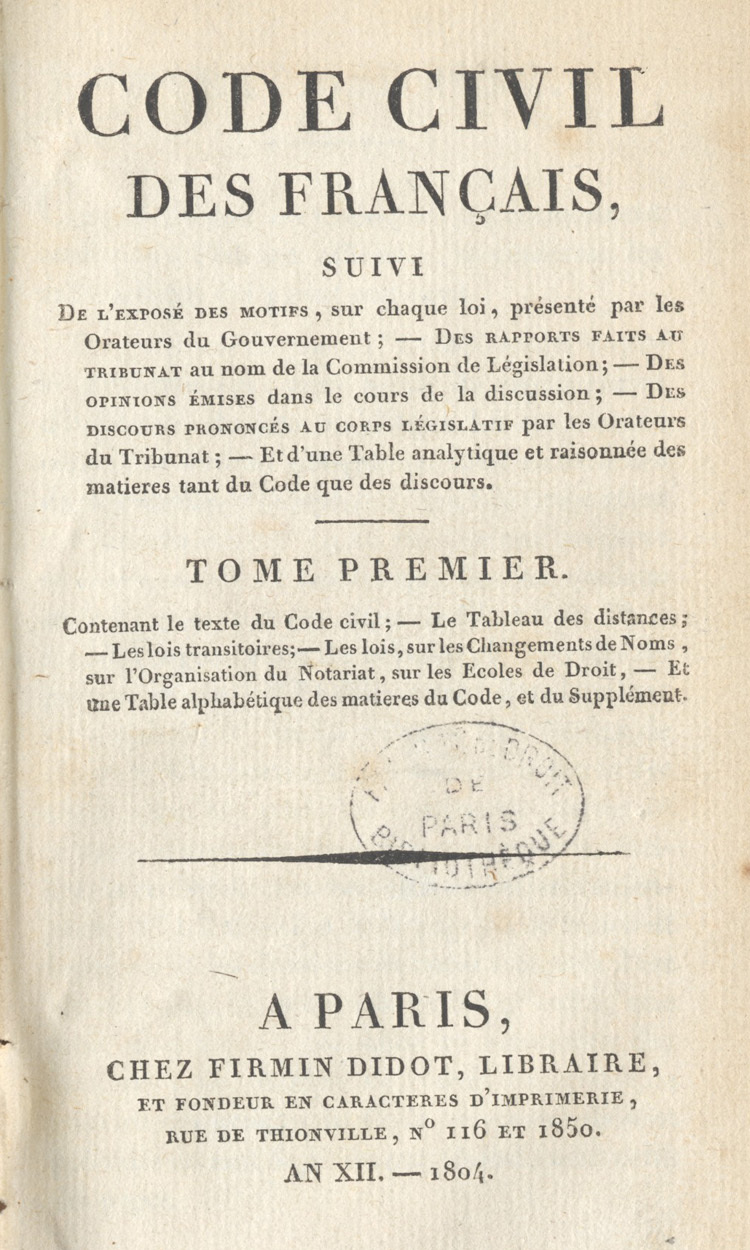
Mostra de font Firmin Didot.

Les diferents biblioteques portàtils constaven de caixes plenes de llibres. Per a cada campanya es preparaven unes quantes caixes (cada caixa amb uns 60 llibres). Hi havia caixes de fusta de caoba folrades de vellut verd. També hi havia caixes de fusta d'alzina, més resistents. Els formats més emprats foren in-12 i in 18. Els llibres més petits (in-12) tenien una mida aproximada de 17,5x10,5 cm.
Pel que fa al paper la impressió es feia sobre paper vitel·la.

## Biblioteca miniaturitzada (1803)
El 8 de juliol de 1803, Napoleó va encarregar una biblioteca de 1,000 volums en format petit (12mo, ~15 cm d'alçada), sense marges per estalviar espai i fàcils de transportar. Els llibres tenien cobertes flexibles i lloms elàstics per a més durabilitat. Aquestes van ser les ordres al seu bibliotecari:
''L'Emperador desitja que formis una biblioteca itinerant de mil volums en lletra petita de 12 mo i impresos amb lletra elegant. És intenció de Sa Majestat imprimir aquestes obres per al seu ús especial, i per economitzar espai, no han de tenir marge. Hauran de contenir de cinc-centes a sis-centes pàgines, i estar enquadernades amb tapes tan flexibles com sigui possible i amb tancaments abatibles. Hi haurà d'haver quaranta obres sobre religió, quaranta obres dramàtiques, quaranta volums d'èpica i seixanta de poesia, cent novel·les i seixanta volums d'història; la resta seran memòries històriques de cada període.''
En resum, la col·lecció incloïa:
- 40 obres religioses (Bíblia, Alcorà).
- 40 obres dramàtiques, 60 de poesia èpica i 60 més de poesia diversa.
- 100 novel·les (Fielding, Richardson).
- 60 volums d'història i memòries històriques

## Logística
- El bibliotecari personal de Napoleó, Antoine-Alexandre Barbier, supervisava la selecció i transport dels llibres. Durant la campanya de Rússia (1812), es van enviar caixes reforçades amb fins a 3.000 volums, encara que moltes es van perdre en la retirada de Moscou.[3]

## Comparació amb la "Tecnologia moderna"
Articles com "Napoleon's Kindle" (Open Culture) destaquen que aquest sistema, dissenyat per a una gran portabilitat i accés ràpid, fou un precursor dels lectors d'eBooks.